# 女神異聞錄系列
女神異聞錄系列是Atlus开发并主要由Atlus发行的角色扮演遊戲。女神异闻录系列是Atlus旗下女神轉生系列的外傳，是基于《真・女神转生if...》中高中学校的设定而开发的。女神轉生系列正傳的故事比較嚴肅，本系列相對之下貼近生活化。系列的第一部作品《女神异闻录Persona》发行于1996年，至今系列已有5部（共6個）本傳游戏。最新发行的游戏是2024年2月的《女神異聞錄3 Reload》，众多的衍生作品也在系列發展下推出。该系列可以从战斗中角色召唤的人格面具体现出他们的个性。
女神异闻录系列基于因游戏设定受到好评的《真・女神转生if...》而开发，其中一个获得好评的设定就是将游戏发生在高中学校，故事围绕一群高中学生展开，主角都是一些沉默的角色，能够使用人格面具。本系列以現代日本的城市及高校為舞台，在這個世界中出現了異變的惡魔和陰影，主角們得到了稱為「人格面具」的能力，來解決身邊危機。自2006年发布《女神異聞錄3》以来，系列主要游戏使用了称为「社群」的社交模拟功能，它与人格面具的进化直接相关。女神异闻录系列的整体主题是探索人类的心灵以及主角如何找到真实的自我。
與《真・女神轉生》最大的不同之處，是不存在著仲魔，隊伍成員都是人類（3代開始除外，但不是惡魔）組成，主角們利用人格面具與阴影戰鬥，這是《真・女神转生if...》的「守護靈系統」的昇華，但人格面具的召喚方法在各個作品都有所不同。主要人物设计由系列共同创作者金子一馬（《女神异闻录Persona》与《女神異聞錄2》）和副岛成记（《女神異聞錄3》）组成。遊戲內容加入很多學校怪談，傳聞及都會傳奇等神秘原素，亦加入友情和戀愛等年輕人切身的内容。该系列的常用概念和设计元素借鉴了荣格心理学、荣格原型、宗教、神话和通俗文学。
《女神异闻录Persona》是女神轉生系列第一个在欧美发行的角色扮演游戏。从《女神异闻录2 罚》开始，所有女神异闻录系列都有官方英文本地化版本。该系列在国际上受到欢迎，成为最知名的女神轉生系列衍生作品，并在北美立下Atlus和女神转生系列的品牌。在《女神異聞錄3》和《女神異聞錄4》发布后，系列在欧洲也受到了支持。截至2020年，Persona系列的全球累計销量達1300万套，超過了母系列的销量。一連串发展下，已有许多改编，包括動畫、小说、漫画、舞台剧和音乐会。《女神異聞錄5》為系列中銷量最高的作品，全球售出超過320萬份。

## 游戏作品
| 1996 | 女神异闻录Persona             |
| 1997 |                               |
| 1998 |                               |
| 1999 | 女神异闻录2 罪                |
| 2000 | 女神异闻录2 罚                |
| 2001 |                               |
| 2002 |                               |
| 2003 |                               |
| 2004 |                               |
| 2005 |                               |
| 2006 | 女神異聞錄3                   |
| 2007 | 女神異聞錄3 FES (加強)        |
| 2008 | 女神異聞錄4                   |
| 2009 | 真女神轉生：女神異聞錄 (重製) |
| 2009 | 女神異聞錄3 便攜版 (加強)     |
| 2010 |                               |
| 2011 | 女神异闻录2 罪 (重製)         |
| 2012 | 女神異聞錄4 終極深夜鬥技場    |
| 2012 | 女神异闻录2 罚 (重製)         |
| 2012 | 女神異聞錄4 黃金版 (加強)     |
| 2013 | 女神異聞錄4 無敵究極背橋摔    |
| 2014 | 女神異聞錄Q：迷宮闇影         |
| 2015 | 女神異聞錄4 通宵熱舞          |
| 2016 | 女神異聞錄5                   |
| 2017 |                               |
| 2018 | 女神異聞錄3 月夜熱舞          |
| 2018 | 女神異聞錄5 星夜熱舞          |
| 2018 | 女神異聞錄Q2：迷宮電影院      |
| 2019 | 女神異聞錄5 皇家版 (加強)     |
| 2020 | 女神異聞錄5 亂戰：魅影攻手    |
| 2021 |                               |
| 2022 |                               |
| 2023 | 女神異聞錄5 戰略版            |
| 2024 | 女神異聞錄3 Reload (重製)     |

### 主要游戏
- 《女神异闻录Persona》是本系列第一部作品，于1996年日本及北美地区PlayStation平台发行。[3][4]游戏后来被移植到Microsoft Windows平台并于1999年发行。[5]它于2009年日本和北美发布为PlayStation Portable（PSP）平台的实体和数字版本，并于2010年在欧洲发布数字版本。[6][7][8]1996年，PlayStation上流行《鐵拳2》及《生化危機》等遊戲，而優質角色扮演遊戲非常少[9]，所以《女神异闻录Persona》发行時很受注目，但系列的難易度、戰鬥時動畫的長度及系統複雜度，可說是不適合初學者的遊戲。[10][11][12]但是人格面具深奧的合體法則，個性豐富而有親近感的人物設定，及以人心理為主題及深刻的故事而深受歡迎。[9][13][14]游戏发生在御影町，一群聖白貂學園[15]的高中生，他们不得已在家乡对抗恶魔。[16]
- 《女神異聞錄2》是本系列中的第二部主要作品，主要分成《女神異聞錄2 罪》和《女神異聞錄2 罰》兩部作品。

- 《女神异闻录2 罪》是本系列中的第二部主要作品中的前半部作品，于1999年日本在PlayStation平台发布。在《女神异闻录Persona》的PSP平台成功后，《罪》也开始准备发行PSP版本。对于这个版本，Atlus进行了调整，以使它更像续集，并且还增加了新的功能和新的场景。PSP版最终在2011年全球发行。游戏发生在海滨城市珠闲瑠市（珠閒瑠市），故事讲述的是七姐妹学園的高中学生周防达哉（周防 達哉）在面对改变现实的谣言所产生的现象的故事。《女神異聞錄2 罪》的故事雖然完結，但亦留下谜题，在續編《女神異聞錄2 罰》中真正完結。
- 《女神异闻录2 罚》是本系列中第二部主要作品中的後半部作品，于2000年在日本和北美在PlayStation平台发布。像《罪》一样，它也被重制为PSP版本，并且包含了游戏原始制作人制作的新场景。2012年发行的重制版只在日本发行，没有在欧美发行。2013年，PlayStation Network（PSN）在全球重新发布了原始版本。在《罪》结束后不久，故事发生在《罪》的配角天野舞耶身上，她与達哉一起面对类似的谣言造成的威胁。《罪》以高中生為主要角色，《罚》以社會人士為主要角色，而《女神异闻录Persona》的人物也在该作登場，是女神异闻录系列前三作的最终完結。

- 《女神異聞錄3》是本系列中第三部主要作品。游戏是为PlayStation 2开发的，于2006年在日本发行；2007年在北美发行；2008年在欧洲发行。[3][31][32]距離前作發售相隔6年，《女神異聞錄3》採用全新的設定，加入時間經過與人際關係系統，加重學園的日常生活的部分。[16][30]《女神異聞錄3 FES》是另一个版本，其中包括是新内容和后日谈，于2007年在日本和2008年在北美和欧洲发行。[33]《女神異聞錄3 FES》的主要部分后来以《女神異聞錄3 携带版》移植到了PSP平台：它增加了一些新功能，例如增加了女性主角选项以及在战斗中能控制所有伙伴的行动，并且调整和移除了一些内容以便适合便携式平台，其中就包括后日谈。[34][35]这个故事发生在岩户台，一群特别课外活动部（S.E.E.S）的学生与在一个被称为影时间的时空中出现的怪物作战。[36]
- 《女神異聞錄4》是本系列中第四部主要作品，2008年于日本和北美在PlayStation 2平台发行；2009年在欧洲发行；在2020年6月14日移植到Steam平台販售，這也是第二部登入Microsoft Windows平台的遊戲。[37]距離《Persona3 FES》發售短短1年3個月就發售系列最新作。[37][33]本作與《女神異聞錄系列》有差異，遊戲舞台由都市轉為鄉間，故事发生在《女神異聞錄3》2年後。[16][38]由于《女神異聞錄3 携带版》的成功造成了《女神異聞錄4》便携式版本的诞生。由于使用PSP会因游戏机机能不足而删掉很多内容，而在新开发的PlayStation Vita（PSV）可以提供新的功能和内容，于是《女神異聞錄4》便携式版本《女神異聞錄4 黄金版》决定为PSV开发。[35]《女神異聞錄4》发生在日本小鎮稻羽市，一群学生为调查一件连续杀人事件而展开战斗。[39]

- 《女神異聞錄5》是本系列中第五部主要作品，在PlayStation 3和PlayStation 4平台发布的游戏。它于2016年在日本发行，2017年在港台和欧美发行。[3][40]相對於PlayStation 2發行的前作《女神異聞錄4》使用的4頭身角色，本作由於硬體機能的提升，採用真實頭身比例角色。[41]亦是系列首次採用實際都市作為舞台，故事讲述一群自称「心之怪盗团」的高中学生解决社会中不公平等腐朽问题，并免于遭受强加的社会压力。[42][43]

### 衍生作
以《女神异闻录3》为基础开发了一款独立的网络游戏《Persona 3: The Night Before》，它遵循与《女神异闻录3》类似的白天过着普通生活而夜间与Shadows战斗的生活，每晚选择一名玩家作为团队的队长。在2008年闭服后，一款新的免费网页游戏《Persona Ain Soph》于当年发布，该游戏侧重于人格面具合体并对抗被称为Qliphoth的威胁。此游戏仅能在日本地区游玩，并于2010年6月闭服。
2012年，在日本的電子遊樂場发售了一款叫《女神異聞錄4 終極深夜鬥技場》的格鬥遊戲，这也是《女神异闻录4》的续作。街机版本于2012年在日本和北美发布，2013年在欧洲发布。续作《女神异闻录4 无敌究极背桥摔》于2013年在日本電子遊樂場发布，随后于2014年在所有地区发布了这款游戏。
2014年在全球发行了任天堂3DS平台的《女神异闻录Q 暗影迷宫》，它包含了《女神异闻录3》和《女神异闻录4》的全部角色，并被Atlus归入女神异闻录系列的一作。2018年發售的續作《女神異聞錄Q2 新電影迷宮》比起前作又多添加了《女神異聞錄5》的全部角色。
在《女神异闻录4 无敌究极背桥摔》发行后一款节奏游戏《女神異聞錄4 通宵熱舞》在2015年全球发行。这也促使《女神異聞錄3 月夜熱舞》和《女神異聞錄5 星夜熱舞》在2018年5月发行。
2020年2月發行的《女神異聞錄5 亂戰 魅影攻手》是任天堂Switch和PlayStation 4平台的動作角色扮演遊戲，官方定義為女神異聞錄5的續作，故事是P5結局的後續。身為Atlus與光榮特庫摩旗下Omega Force合作開發的衍生續作，其戰鬥系統轉為無雙系列的動作風格，而來自P5的角色扮演系統則有部分簡化與削除。
Atlus与其他日本移动公司合作开发了几个女神异闻录手机游戏，如与Bbmf合作。他们的第一次合作是在2006年开发并发布了《女神异闻录Persona 异空之塔篇》，这是一个以《女神异闻录Persona》环境为舞台的3D迷宫探索游戏。这两家公司后来合作了两部基于《女神异闻录2》的手机游戏：《女神异闻录2 罪 LOST MEMORIES》和《女神异闻录2 罚 Infinity Mask》，分别于2007年和2009年发行。这两款游戏都是基于原本游戏的基本功能而为手机量身打造的游戏。还有很多与《女神异闻录3》有关的移动端游戏：有一个名为《Persona 3 Em》的角色扮演番外游戏，一个发生在《女神异闻录3》故事前十年的动作游戏《Aegis: The First Mission》，和一个与《女神异闻录3》有不同的角色的另一个版本，游戏名为《Persona 3 Social》。还开发了多个《女神异闻录3》主题的益智游戏。一个围绕《女神异闻录3》中的高中为舞台的在线移动角色扮演游戏，名为《Persona Mobile Online》，于2009年发布。《女神异闻录4》同样也有一个叫《Persona 4 The Card Battle》的移动端纸牌游戏。
2023年3月17日，《女神異聞錄：夜幕魅影》公布，是一款由完美世界开发，SEGA授权，ATLUS参与的《女神异闻录5》IP手游。

## 共同元素

### 游戏系统
女神异闻录系列游戏围绕着与各种类型的敌人进行战斗：惡魔、阴影和人格面具。主要战斗发生在不同地点的迷宫中。战斗开始的方式有随机遇敌（《女神异闻录Persona》，《女神异闻录2》）或遇到代表敌方团队的图像或3D模型（《女神异闻录3》及之后的游戏）。战斗由基于回合制的战斗系统构成，玩家团队和敌人各自攻击对方。战斗行动包括使用短程近战或远程弹丸武器的物理攻击、使用人格面具的类魔法攻击、使用物品、防守以及在某些情况下逃离战斗。在战斗中，任何一方都可以攻击敌人的弱点，造成比其他攻击更多的伤害。从《女神异闻录3》开始，攻击敌人的弱点的重击会使这个角色多出一个回合，如果所有敌人被重击击倒，团队可以发动全面攻击，所有队友立即进行攻击并造成很高的伤害。每个队员都能由玩家单独手动控制，但是在《女神异闻录3》中，除主角之外的所有角色都由AI自动控制。一般的游戏玩法在所有的女神异闻录系列游戏中都一致。
每个女神异闻录游戏还包括自己独特的游戏元素。在《女神异闻录Persona》中，战斗发生在基于网格的迷宫中，主角团队和敌人的移动取决于他们在迷宫里的位置。这个系统在《女神异闻录2》中放弃了，团队在迷宫中可以自由地移动，并包含了一些动作，这都可以在战斗期间或非战斗期间的菜单中改变。在《女神异闻录Persona》和《女神异闻录3》中，有一个与游戏、时间进程和情节有关的月相系统。在《女神异闻录4》中，这变成了一个以天气变化的游戏系统，与故事相关的天气变化可以影响敌人的行动。战斗后可以抽取卡牌《女神异闻录5》将诸如平台和潜行等元素引入迷宫探索。当所有敌人被重击击倒时，全面攻击可以在“Hold-Up”时期中发动。《女神异闻录5皇家版》中加入了换手机制，可以更好地打击敌人。《女神异闻录3重制版》也继承了这一点

#### 人格面具
该系列的一个标志是人内心的物理表现 - 人格面具（Persona）。「Persona」是拉丁語，有人或面具的意思。在這個系列作品中指潛藏在人心深處的意識體，或是人格的具體化；在心裡隱藏著的「另一個自己」，在觸到自己心底的時候出現的人格；在面對外界事物時，表現在外的「人格」。也可以視為為了面對各種困難，而將自己武裝起來的「面具」。《女神异闻录3》中许多人格面具都受到了古希腊罗马神话的启发。在《女神异闻录4》中，人格面具是基于日本神話，《女神异闻录5》中的人格面具来自经典作品的虚拟角色或历史上真实的反叛者的启发。在战斗中，人格面具的召唤方式在系列各个分支游戏中各不相同：在早期的游戏中，玩家在玩一个小游戏后可通过简短仪式召唤人格面具；在《女神异闻录3》中，他们使用一种名为「召喚器（Evoker）」的枪状装置「吞槍」召唤他们的人格面具；在《女神异闻录4》中，他们擊碎自己人格面具所對應的塔羅牌召唤他们的人格面具；在《女神异闻录5》中，他们主要通过脫掉他们的面具召唤人格面具。
人格面具可以使用物理攻击或魔法攻击类型，以及诸如治疗和恢复状态效果等行为，人格面具以塔羅牌的秘仪來分類，同類的人格面具有某程度性質相似。对于所有女神异闻录系列游戏，所有的主角都是从一个最初的人格面具开始，通过剧情推进然后在战斗中使用。在多个女神异闻录系列游戏中，可以同时召唤两个或两个以上的人格面具来使用强大的合體。在《女神异闻录3》、《女神异闻录4》和《女神异闻录5》中，只有主角可以在多个人格面具之间切换，其他角色只能使用一个人格面具。所以从《女神异闻录3》開始將这种能使用所有不同类型的人格面具的能力正式命名為「不羁之力」（Wild Card）。在游戏过程中，玩家可以通过技能卡获得更多人格面具，这些技能卡是塔罗牌中大阿爾克那的象征。每张技能卡代表与人格面具类别有关的一个羁绊，而这个羁绊可以提升这个类别人格面具的能力。可以使多个人格面具進行合體，创造一个继承能力的新人格面具：这包括将《女神异闻录2》中的一次使两个人格面具進行合體到《女神异闻录4》中一次使多达12个人格面具進行合體。

#### 社群
自《女神异闻录3》起引入了名为「社群」（Community，英文版称Social Links）（簡稱「Commu」）的系统，这是一种与人格面具能力提升有关的人际交往关系。在非战斗的日常生活中，主角可以与一个代表特定社群的角色互动，它是一个独立的角色成长系统，是与一类人格面具和秘仪相联系的。随着主角与代表这个社群的角色的关系不断增进，其级别会提高，与之相关的更强大的人格面具就可以被合體召唤出。并且社群还能提高相关角色的人格面具能力或他们的学习能力和社交能力。《女神异闻录5》中则称为「協助人」（英文版称Confidant）（簡稱「Coop」），是社群系统的增强版本。

#### 阴影交涉
在《女神异闻录Persona》和《女神异闻录2》中，还有一个来自女神转生系列的「阴影交涉」（「仲魔交涉」）机制，玩家角色可以与敌人交谈并根据对话选择引发特定的行为，一些反应会获得能得到新人格面具的技能卡。但在《女神異聞錄3》和《女神異聞錄4》中移除了谈判这个游戏机制，Atlus 员工认为社群系统和人格面具合体是它的「替代」版本。但又在《女神异闻录5》中，阴影交涉机制又出现了：在「Hold Up」时可以发起交涉，如果交涉成功，一定概率允许阴影成为主角新的人格面具。

### 设定和主题
女神异闻录系列游戏都发生在现代日本，故事几乎都围绕于一群高中生。 这是一个例外是《女神异闻录2 罚》，该游戏故事是围绕一群成年人发生的。在一些正常的地点发生异常事件，这种故事被称为都市奇幻。女神异闻录系列游戏发生的地点一般是城市，除了《女神异闻录4》是发生在乡村小镇。尽管这些游戏通常是独立分开的游戏，只是它们的主题元素是一致的，但女神异闻录系列具有连续性，前几作游戏中的元素会在之后的游戏中出现。《女神异闻录Persona》和《女神异闻录2》游戏最终都以《女神异闻录2 罚》为结局，因此《女神异闻录3》以新的设定和角色重新开始。该系列的第一部是1996年发行的《女神异闻录Persona》，随后是1999年和2000年发行的《女神异闻录2 罪》与《女神异闻录2 罚》的事件。在《女神异闻录2 罪》的结尾处，主角改写了一些事件以避免地球毁灭，于是就出现了与原本现实不一样的另一个未来 - 《女神异闻录2 罚》，而《女神异闻录3》以及之后的游戏的源头就来自《女神异闻录2 罚》。《女神异闻录3》的事件发生在2009年到2010年间，《女神异闻录4》发生在2011年到2012年间。《女神异闻录4 终极深夜斗技场》和《女神异闻录4 通宵热舞》发生在《女神异闻录4》故事结束后的几个月内。《女神异闻录Q 暗影迷宫》发生在一个单独的时间线中，是混杂了《女神异闻录3》和《女神异闻录4》的角色以及其各自的时间段。而《女神异闻录5》被设定在一个非特定的年份，故事发生在20XX年。
该系列的核心概念是集体潜意识，这是人类内心的一个诞生人格面具的地方。根据官方的《Persona Club P3》，集体潜意识是由地球上原始生物产生的，作为遏制倪克斯（Nyx）的手段，倪克斯是一个天生的存在物，但是它会导致地球上所有生物的死亡。它的身体受到强烈撞击受损而成为月亮，它的灵魂留在表面，之后被锁在集体无意识的最深处。倪克斯灵魂的碎片，被称为“阴影”（Shadows），阴影既是人类生存的威胁，但也是其重要组成部分。为了进一步帮助抵御敌对的阴影，人们产生了集体潜意识中存在的神灵，大多数表现就是人格面具。《女神异闻录3》的最终BOSS就是倪克斯。每个游戏中的主要迷宫，例如《女神异闻录3》中的塔耳塔罗斯和《女神异闻录5》中的殿堂，都是由人类潜在的意愿和欲望产生的，通常利用另一种阴影来达到他们自己的目的。在大多数该系列游戏中反复出现的场景是「天鹅绒房间」，它是由Philemon创造存在于现实和潜意识之间的一个地方，而客人一般就是主角，它根据当前客人的心灵而改变房间的样貌。天鹅绒房间的主人是一位名叫伊格爾的神秘老人，通过帮助客人提升他们的人格面具能力来帮助人们。
该系列的每个主角都是一个沉默的角色，该系列导演对此的描述是「沉默和冷静」。当《女神异闻录2 罚》PSP版本中的新加故事内容的作者希望主角能够进行更多的对话时，这一点被否决，因为它违背了该系列传统。由集体潜意识产生的两个人物是Philemon和Nyarlathotep，他们分别是光与暗的代表。为了寻求人类的可能性，不惜和人类阴暗面的Nyarlathotep联手策划了《女神异闻录Persona》和《女神异闻录2》的一系列事件，最终导致《女神异闻录2 罪》世界的崩坏。Philemon在《女神异闻录Persona》和《女神异闻录2》游戏中以金蝴蝶的形式出现，有粉丝推测在此之后的系列游戏中出现的蓝蝴蝶也是Philemon，但在《女神异闻录5》中蓝蝴蝶是天鹅绒房间助手拉雯妲的化身。该系列中的许多主要的敌人都是人类潜意识所产生的死亡的化身。女神异闻录系列的中心主题是主角探索人类的灵魂和发现自己真实自我。这些故事通常集中在主要人物的人际关系和心理上，还有一个潜在的焦点是「人类的灵魂」。
该系列中的许多概念和人物（人格面具、阴影、Philemon）使用荣格心理学和荣格原型。经常出现的主题是人们在日常生活中「戴」的「面具」，它们与他们的人格面具相联系。这个主题在《女神异闻录5》中表现得更加明显，主要是体现在他们的怪盗形象中使用的面具。主角的双重生活直接受到这些主题的影响。该系列每个游戏还包括其特别的主题和题材。《女神异闻录2》侧重于谣言对现实世界的影响（被Atlus称为「言靈的力量」），《女神异闻录3》采用了人类内心消极情绪与黑暗的主题，《女神异闻录4》关注八卦和媒体如何影响人们对他人的看法，《女神异闻录5》展示了主角如何在被束缚的现代社会中追求个人自由。早期作品中经常出现的元素是中国哲学家庄子的著名故事庄周梦蝶。它与系列的主题紧密相关，并且与Philemon经常出现的蓝蝴蝶形象紧密相连。Philemon的原型是以庄周为基础的。而Nyarlathotep的原型是霍华德·菲利普斯·洛夫克拉夫特的克蘇魯神話中的同名角色 - 奈亚拉托提普，而神话也是经常在《女神异闻录2》中被引用的一个元素。天鹅绒房间的原型是《双峰》里的Black and White Lodges。伊格爾和天鹅绒房间的助手都是以玛丽·雪莱的小说《科學怪人》的角色来命名的。

## 开发
女神异闻录系列是来自在超級任天堂上发行的《真・女神转生if...》的构想。《真・女神转生if...》把游戏设定在高中得到了好评，Atlus决定开发一个主题聚焦年轻人内心挣扎的子系列。而且该系列的创作者岡田耕始和金子一馬都有这方面的创作经验：据他们说，由于几乎每个人都曾经或现在就是学生，所以每个人都可能经历学习和个人自由的时候。他们认为，这样有助于玩家理解每个游戏中包含的主题和各种想法。尤其是金子一馬试图重现他的经历。第一个游戏《女神异闻录Persona》的名称使用了“女神轉生系列”前缀，这是想让新玩家和休闲玩家感到这个游戏比女神轉生系列游戏更容易上手。而且PlayStation上的大量休闲游戏也促进了这个想法的实现。该游戏的标题中的“女神异闻录”代表了该游戏的地位，是该系列的直接衍生品。但后来放弃了将女神异闻录游戏作为一个独立系列。在《女神异闻录Persona》成功后，很多员工留下来继续开始开发《女神异闻录2 罪》。在创作《女神异闻录2 罪》的过程中，决定了《女神异闻录2》还需要与当前主角不同的另一个视角，而这为《女神异闻录2 罚》的设定奠定了基础。继此之后，女神异闻录系列进入了一个空白期，反而把焦点转向其他游戏，如《真·女神轉生III－Nocturne》。
《女神异闻录3》的概念于2003年由桥野桂提交给Atlus，桥野桂曾担任多个女神轉生系列游戏的设计师，并曾担任《真·女神轉生III－Nocturne》的总监。获得Atlus的认可后，开发于同年开始，这也正好是在《真·女神轉生III－Nocturne》和《數位惡魔傳說 天魔變》完成之后开始的。《女神异闻录3》对Atlus在欧美玩家群体扩张起了很大作用。《女神异闻录3》开发期间Atlus也构思了《女神异闻录4》，但这个游戏直到《女神异闻录3》发行后才正式开始开发。《女神异闻录5》的开发准备工作始于2010年，该团队决定转向更具挑战性的故事主题，并表示这一转变将比《女神异闻录3》更加剧烈。《女神异闻录4 终极深夜斗技场》及其续集是该系列中的非角色扮演游戏，而它的成功也启发了《女神异闻录Q 暗影迷宫》和《女神异闻录4 通宵热舞》的创作。
前三个主要女神异闻录系列游戏由Atlus的内部工作室R&D1开发，该工作室负责主要的女神轉生系列游戏。从《女神异闻录3》开始，由被称为第二创意制作部门（2nd Creative Production Department）的团队开始开发该系列的游戏。 该团队后来于2012年更名为P-Studio。桥野桂一直负责该工作室，直到2016年在日本发布《女神异闻录5》时，他开始负责一个新的部门Zero Studio，并开始一个新的项目。除Atlus外，其他游戏公司的开发人员还帮助开发了女神异闻录系列中的游戏。在《女神异闻录4 终极深夜斗技场》的前期制作阶段，桥野桂接触亞克系統的《蒼翼默示錄系列》游戏中并留下深刻印象。对于《女神异闻录4 通宵热舞》，最初由Dingo开发，Dingo以《初音未來 -名伶計畫-系列》而闻名。由于质量问题，Atlus后来全面接管了该游戏的开发。

### 艺术设计

《女神异闻录3》的广告展示了主角、两个角色和一个人格面具。它由经常负责女神异闻录系列的副岛成记创作。

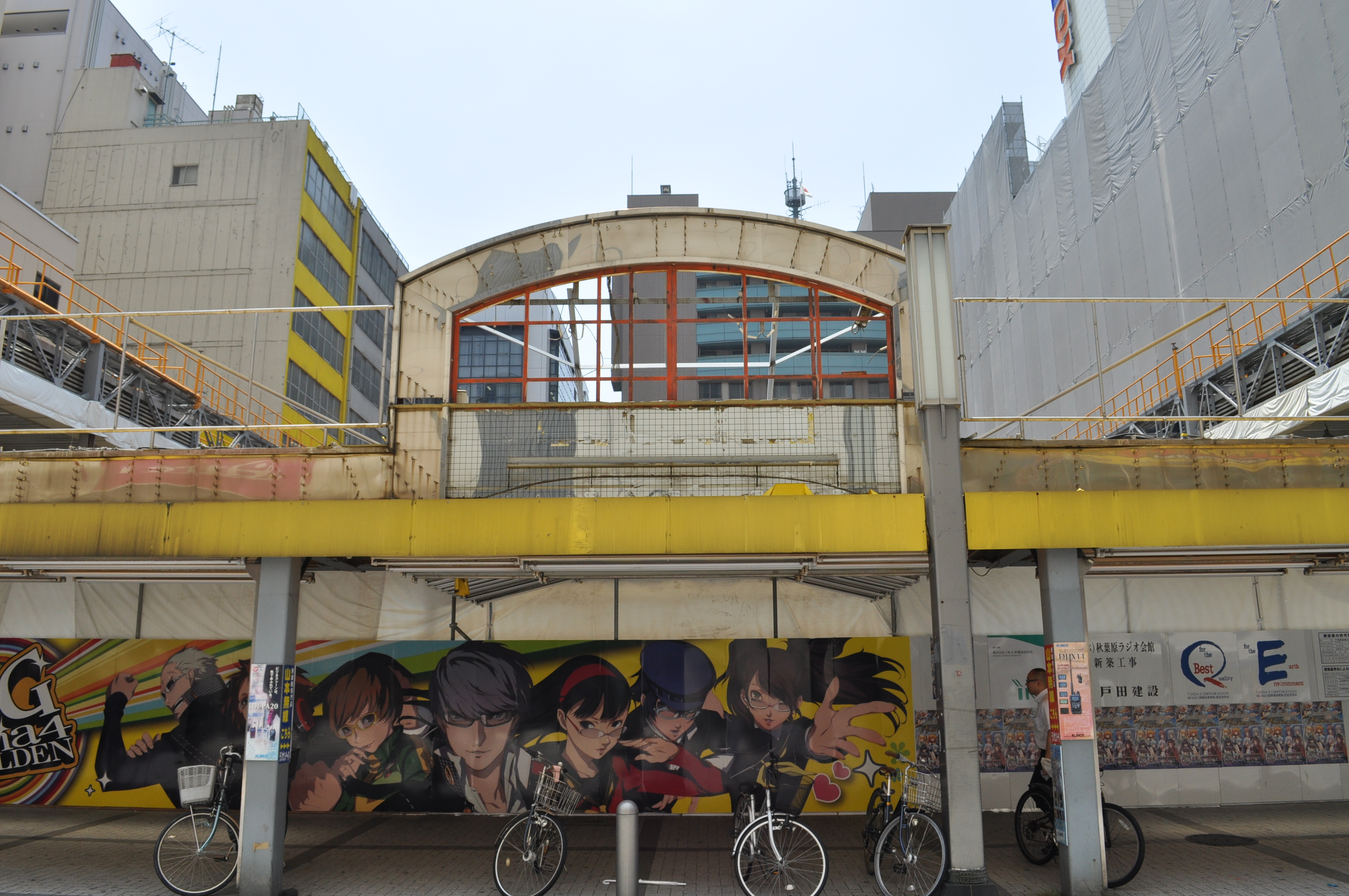
《女神异闻录4》角色的涂鸦

女神异闻录系列的两位人物角色设计者是女神转生系列主要设计师金子一馬和副岛成记，金子一馬为前三部女神异闻录系列游戏设计角色，副岛成记也与金子一馬一起工作，从《女神异闻录3》开始担任人物角色主要设计师。在为《女神异闻录Persona》设计角色时，金子一馬受到当时多位名人和虚构人物的启发，以及Atlus的员工。在《女神异闻录Persona》和《女神异闻录2 罪》，主要角色们都穿着相同的校服，所以金子使用饰品来区分他们。对于《女神异闻录2 罚》，主要角色都是成年人，所以金子需要重新考虑他的设计思路。最终，他采用了普通成年人的设计，但又设计得恰好使这些角色能在游戏中脱颖而出。
副岛成记的第一部主要作品是《女神异闻录2》，是与金子一馬合作一起设计的。金子一馬在《女神异闻录2》之后让副岛成记负责该系列的艺术指导，因为金子一馬不想将自己的绘画风格刻在女神异闻录系列里，并且也希望副岛成记获得经验。由于在金子一馬的担任主要设计师期间，该系列已经积累了大量的粉丝，因此在副岛成记创造新角色时，副岛成记感受到了一定程度的压力。在后来的采访中，副岛成记说尽管他尊重和钦佩金子一馬，但他从不故意模仿金子一馬，也不安定于系列粉丝对角色设计的喜爱中，而是应该总以创造新事物的想法来设计角色，而不是流连于金子一馬的设计。对于他的角色设计，副岛成记使用他见过的真实人物，观察他们的外表和他们的个性有何联系。如果他的设计与他所见到的人过于接近，他会在保持这个人的个性的同时做一个粗略的草图。在设计《女神异闻录Q 暗影迷宫》角色时，他首次加入了Super deformed设计，原因是它与《世界树的迷宫系列》相联系，因此要考虑到粉丝们对角色的感觉。他的设计技巧的一个关键就是看看是什么能使角色脱颖而出，然后逐渐调整这些特征，以便即使重新设计，他们仍然可以被轻易识别出。
从《女神异闻录3》开始，每个女神异闻录系列游戏都有不同的风格和主题颜色。这是该团队做出的第一批艺术方面的决定之一：《女神异闻录3》有着黑暗的气氛和严肃、冷酷的人物形象，所以主题颜色选择为蓝色以反映这些氛围。相比之下，《女神异闻录4》的色调和人物形象更为鲜明，但情节是关于一系列谋杀案，所以选择黄色这种浅色调并带有“警告”的含义。而根据副岛成记所说，蓝色是“青春期的颜色”，黄色是“幸福的颜色”。对于《女神异闻录5》，选择的颜色是红色，与之前的游戏形成鲜明对比，并与游戏的故事主题相适。它的艺术风格被称为是从《女神异闻录4》自然的演变。

### 音乐
女神异闻录系列的音乐由多位作曲家作曲。与该系列音乐最密切的是目黑将司，他于1995年加入Atlus，之后不久就开始为女神异闻录系列工作。他的第一部作品是《Aria of the Soul》，这是天鹅绒房间的背景音乐，并且整个系列的天鹅绒房间的背景乐都是这首曲子或是重混版。目黑将司觉得在最初的游戏中受到PlayStation光盘存储空间限制的束缚，所以当他开始为《女神异闻录3》作曲时，由于硬件的提升而允许游戏流式传输音频，他才能够充分表达他的音乐风格。他在《女神异闻录3》和《女神异闻录4》中对音乐的主要担忧是歌手唱英文歌词的问题。由于他还参与了其他项目，包括如《魔劍X》，所以他没有参与《女神异闻录2》游戏音乐的制作。《女神异闻录2 罪》与《女神异闻录2 罚》的音乐由田崎寿子、土屋憲一和黒川真毅创作。土屋憲一原本是在《女神异闻录Persona》上写过次要音乐，并且为这游戏剧情写一段辛酸的经历。目黑将司也为《女神异闻录Q 暗影迷宫》作了主题曲，其余的配乐则由喜多條敦志和小西利樹完成。目黑将司还担任《女神异闻录5》的主要作曲家，创作了该游戏80%的音乐，用酸爵士的灵魂和来自游戏的灵感来制造正确的气氛。

## 发布

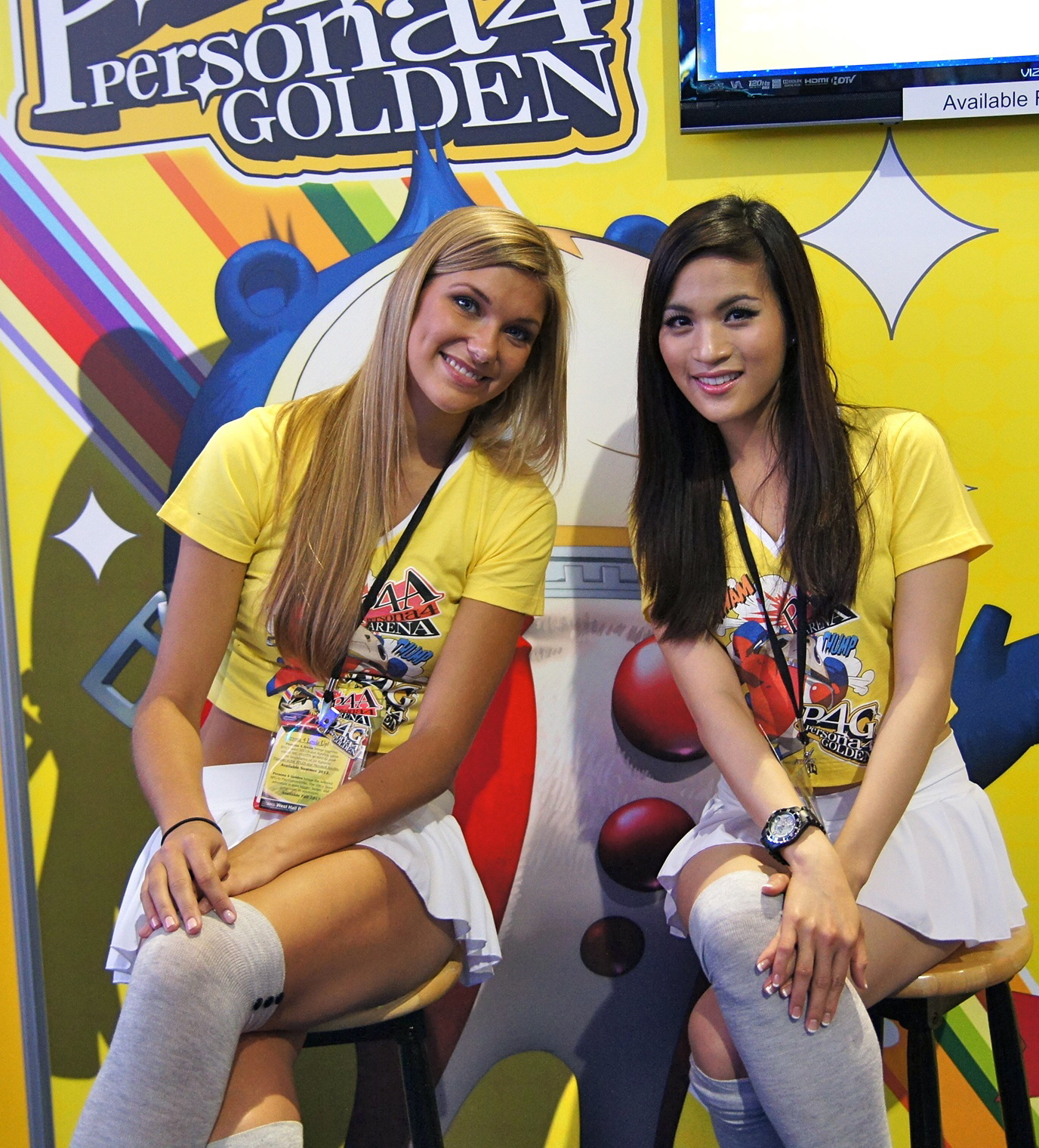
Atlus USA在2012年电子娱乐博览会上推广他们的《女神异闻录4 黄金版》游戏。

不包括重新发布和手机游戏，该系列共有十款游戏。《女神异闻录Persona》是第一部在欧美发行的女神转生系列角色扮演游戏，因为之前的游戏因可能含有引起争议的内容而被认为不合格。由于这款游戏内容比较温和，所以最终在欧美发行了。根据Atlus的说法，《女神异闻录Persona》及其续作将试探欧美玩家对女神转生系列的反应。女神异闻录系列中的绝大多数游戏都是在PlayStation平台上最先发布甚至由PlayStation平台独占的游戏。但2014年《女神异闻录Q 暗影迷宫》在任天堂3DS平台发布，这一趋势被打破。Atlus负责在日本和北美所有女神异闻录系列游戏的发行。有一个例外，《女神异闻录Persona》的Windows版本是由ASCII公司发行。2016年后，由于Atlus USA被世嘉收购，世嘉接管了该系列在北美的发行。
由于Atlus没有欧洲分公司，Atlus通常会需要在欧洲的其他第三方发行商的分公司提供发行服务。这经常导致北美和欧洲发行日期之间的间隔从几个月到一年或更长。《女神异闻录3》是由光荣发行。而《女神异闻录4》是由史克威尔艾尼克斯发行。《女神异闻录4 终极深夜斗技场》最初由Zen United在欧洲发行，由于发行推迟了很久，最终数字发行归还给Atlus，导致游戏从欧洲版PSN中下架。Atlus最终在欧洲重新发布了PlayStation平台的《女神异闻录4 终极深夜斗技场》数字版本。他们之前还在欧洲和澳大利亚发行《女神异闻录Persona》的PSP版本。《女神异闻录4 无敌究极背桥摔》由世嘉在欧洲出版，后来世嘉又收购了Atlus的母公司。据推测，这可能会导致缩短北美和欧洲之间的发行日期间隔。欧洲版本大多数发行合作伙伴是Ghostlight，它与Atlus的关系可以追溯到欧洲发行的《真·女神转生III－Nocturne》。最近的合作伙伴是日本一软件，它发行了《女神异闻录4 黄金版》、《女神异闻录Q 暗影迷宫》和《女神异闻录4 通宵热舞》。Atlus与NIS America的合作在2016年结束，NIS美国公司表示，由于世嘉收购了Atlus，NIS与Atlus存在分歧。NIS America表示，Atlus对欧洲合作伙伴变得“非常挑剔”，Atlus开始挑选那些可以为它的游戏提供最高的最低销售量保障的公司。世嘉的美国分公司和Atlus USA最终与欧洲出版公司Deep Silver达成合作，在该地区发行一些游戏，其中包括《女神异闻录5》。

### 英语本地化
女神异闻录系列的英语版本地化一般由Atlus USA的南场优负责，他还负责其他多个女神转生系列游戏的本地化工作。另一位主要的工作人员是Nicholas Maragos，他曾与南场优一起在多个女神异闻录系列游戏工作，直到2015年跳槽到任天堂（美国）。《女神异闻录Persona》的本地化由一个小团队负责，这给他们施加了很大的压力，因为他们需要为欧美玩家对游戏进行一些调整：包括更改名字，更改角色外观以及更改大量的文化元素内容，整个备用主线任务也被移除。《女神异闻录Persona》发行之后，Atlus决定以后的女神异闻录系列游戏应尽可能忠实于其日本原始版本。南场优负责的本系列第一个游戏是《女神异闻录2 罚》。《女神异闻录2 罪》的欧美发行有些争议，因为它包含潜在有争议的内容，其中就有纳粹主义。最后，由于员工方面和受争议内容不多，《女神异闻录2 罪》最后仍进行了本地化，而这也有利于续作《女神异闻录2 罚》的本地化。后来，团队在海外发布了《女神异闻录Persona》和《女神异闻录2 罪》的PSP版本，这能够使《女神异闻录3》和《女神异闻录4》的粉丝能够很容易补完前作。《女神异闻录Persona》的本地化完全重做，恢复了之前修改过和移除的所有内容。由于一些特殊情况，《女神异闻录2 罚》的PSP版本没有被本地化，所以Atlus在PSN上发布了原始版本。
对于《女神异闻录3》和《女神异闻录4》的本地化，团队尽可能多地使用日本版本的原始内容，例如使用日本的敬语和日本的货币日圓而不去对它本地化。一般来说，他们将日本版本的文化元素全部融入其他地区的本地化版本中，除非玩家不能理解这些文化元素，例如某些玩笑和哏。尽管如此，有些地方还是需要做一些改变。例如，角色桐条美鹤原始设定中，第二语言为英语，但由于她的外貌导致在本地化版她的第二语言更改为法语。由于类似的基于语言的问题，学校的考试也需要改变。Social Links最初被称为“Community”，但由于“Community”一词在英语中具有非常具体的含义，所以对这点进行了修改。这个新名称来自于角色伊格尔用“society”（社会）和“bonds”（纽带）等词语来提及这个概念。游戏中的一些彩蛋也进行了修改：在《女神异闻录3》中的一个大型多人在线角色扮演游戏的一个人物，原本是来自《真·女神转生》的一个角色，但本地化中把这个人物改为女神异闻录系列之前游戏中的一个角色。同时《女神异闻录4》中的提到的虚构侦探原本是来自《恶魔召唤师系列》的葛叶后改为《女神异闻录2 罚》的角色。角色名称也需要调整，例如《女神异闻录4》角色久慈川理世的舞台剧名字，以及团队中互相称呼对方的方式做了改变，这样以吸引更多欧美玩家。《女神异闻录5》也计划以这种方式进行本地化。
游戏的标题也改变了，《女神异闻录Persona》（英文版：《Revelations: Persona》）的前缀从“Megami Ibunroku”（的转写）改为“Revelations”，主要原因是该团队认为“Revelations”听起来很酷。“Revelations”之后在《女神异闻录2 罪》和《女神异闻录2 罚》被移除。《真·女神转生III－Nocturne》成功发行后，“Shin Megami Tensei”（真·女神转生）被添加到该系列游戏标题中以推动在欧美的销售。但一些游戏的情况并非如此：《女神异闻录4 终极深夜斗技场》的标题被缩短了，因为它最初听起来很尴尬，“真·女神转生”的前缀也放弃了，因为它会使得游戏名称很长。《女神异闻录4 黄金版》（英文版全名：《Persona 4 Golden》）也发生了同样的改变，该团队还放弃了日本游戏标题中的“The”，因为在欧美国家，这看起来很奇怪。《女神异闻录5》（英文版全名：《Persona 5》）在欧美发行中也没有任何前缀。

## 评价
| 游戏              | Metacritic                                 |
| ----------------- | ------------------------------------------ |
| 女神异闻录Persona | 78/100 (PS) 78/100 (PSP)                   |
| 女神异闻录2 罪    | 75/100 (PSP)                               |
| 女神异闻录2 罚    | 83/100 (PS)                                |
| 女神異聞錄3       | 86/100 (P3) 89/100 (FES) 89/100 (Portable) |
| 女神異聞錄4       | 90/100 (P4) 93/100 (Golden)                |
| 女神異聞錄5       | 93/100 (PS4) 95/100 (Royal)                |

截至2020年，《女神異聞錄系列》累計已在全球售出1300万份，超过了其母系列女神转生系列的累計销量。当时第一个女神异闻录系列游戏被称为sleeper hit，而它的成功和《女神异闻录2 罚》帮助提升了Atlus和女神转生系列在北美的知名度。在欧洲，该系列在发布《女神异闻录3》和《女神异闻录4》之前并没有发行其他该系列的游戏，但这两作在欧洲都非常成功。Atlus首席执行官平岡直人表示，该系列的主要转折点是《女神异闻录3》的发布，这是一个商业上的成功，从此该系列受到主流游戏社区的关注。《女神异闻录4》比前作获得了更高的评价。女神异闻录系列的成功使Atlus能够在欧美建立一个强大的玩家粉丝集体，并为《凯瑟琳》等其他游戏的发行做一些铺垫。
女神异闻录系列被称为女神转生系列中最受欢迎的分支系列，但它本身就很著名并获得了成功。Io9的James Whitbrook评论说，虽然“在欧美，我们有很多令人惊叹的都市幻想作品，但是女神异闻录系列有趣的是它看似熟悉的都市幻想，但能在主角平凡又普通的生活与他们遇到的超自然现象的都市幻想之间做到平衡。在日本，这种现象很少见，而且这个系列通过这种描绘都市幻想的方式使它如此与众不同，尤其与你对日本角色扮演游戏的印象不相同。”《任天堂力量》在一篇关于女神转生系列的文章中，将女神异闻录系列的“现代恐怖故事”和“日本高中生团队”列为是该系列的特色。《女神异闻录Persona》在1999年被GameSpot的Andrew Vestal认为是一款值得关注的游戏，尽管还不太成熟，他说：“《女神异闻录Persona》揭示了角色扮演游戏的三大特征，这使得该系列在角色扮演游戏玩家中如此受欢迎：恶魔，谈判交涉和心理学”。这款游戏被认为是经典之作。《女神异闻录3》在2009年被RPGamer认为是过去十年内最伟大的角色扮演游戏，而RPGFan将《女神异闻录3》和《女神异闻录4》在2011年类似榜单中分别列为第二位和第四位。《女神异闻录3》被Gamasutra列为20个最伟大的角色扮演游戏之一。《女神异闻录4》也被《Fami通》列为2010年有史以来最伟大的游戏之一。
除了赢得评论界的好评，该系列也含有有争议的内容。这始于《女神异闻录Persona》的本地化标题“Revelations”（启示录），因其含有宗教元素而引起关注。Kurt Katala在2006年为1UP.com撰写了关于女神转生系列有争议内容的报道，提到了《女神异闻录2 罪》提到同性恋、校园暴力和纳粹主义，认为这就是Atlus为什么最初没有在欧美发行这个游戏的可能原因。2008年3月的《电子游戏月刊》中报道，在1UP.com的2007年度游戏奖中，《女神异闻录3》获得了“最具争议内容的游戏但没有引起争议”奖，作者说：“Rockstar Games的热咖啡性丑闻和《惡霸魯尼》男性之间接吻与《女神异闻录3》的倡导自杀式战斗和涉及师生恋根本无法相比。”《女神异闻录4》反过来在多处对角色性别和性别特征进行了审查。

## 相關媒體

《Persona 4 the Animation》（P4A）的标志，其中Persona4 的 「P」、「4」和Animation 的「A」是红色的。

女神异闻录系列的首部动画改编，是2008年播出的电视动画《女神异闻录 ～三位一体之魂～》。它由A-1 Pictures制作并由松本淳导演，剧本由武藤康之、安川正吾和大西信介写作，由岩崎琢负责。它的人物角色由副岛成记和石井百合子设计，人格面具设计由玄馬宣彦完成。它由NIS America代理发布英文版。《女神异闻录 ～三位一体之魂～》设定发生在《女神异闻录3》之后，使其成为系列中的非经典作品。
《女神異聞錄4》的改编动画《Persona 4 the Animation》于2011年播出。这部动画共有25集，由動畫國際公司制作，并由岸誠二导演。2014年，A-1 Pictures制作了一部基于《女神异闻录4 黄金版》的名为《Persona 4 the Golden Animation》的电视动画。这部动画改编自原作游戏，剧情包含了《女神异闻录4 黄金版》中的新内容，着重于主角与新角色玛丽的相遇。
由A-1 Pictures制作的《Persona 5 the Animation -THE DAY BREAKERS-》于2016年9月播放，这部动画发生在游戏中的事件期间，但是是另外一个单独的事件。由A-1 Pictures制作的基于《女神异闻录5》的完整电视动画《Persona 5 the Animation》在2018年4月7日开播。
最初的《女神异闻录4》电视动画是制作成了一部剧场版动画《Persona 4 the Animation - The Factor of Hope》，它在2012年在日本的电影院上映。
《女神异闻录3》也已被改编成一系列剧场版动画，由動畫國際公司制作，这些工作人员也曾参与制作《Persona 4 the Animation》，它们由Aniplex在海外负责发布。这四部剧场版动画分别命名为《#1 Spring of Birth》、《#2 Midsummer Knight's Dream》、《#3 Falling Down》和《#4 Winter of Rebirth》。他们从2013年开始发布第一作，直到2016年才全部完结。对于《Persona 4: The Animation》和《女神异闻录3》的剧场版动画，主要关注点之一是设计主角的人物个性，而主角的个性原本是由玩家在游戏中的行为决定的。
女神异闻录系列被改编成八部漫画，第一部名为《女神异闻录Persona》，最初于1996年连载并于2009年重新发布。第二部独立漫画《Persona 罪与罚》是为配合《女神异闻录2》游戏的发布，故事发生在《女神异闻录2》游戏的相同环境中，但是它是一个独立于游戏的故事。在2011年的补发中，新增了一些内容，将漫画与《女神异闻录2 罪》的事件联系了起来。《女神异闻录3》和《女神异闻录4》也有其改编漫画，在《電擊魔王》连载。以《女神异闻录Q 暗影迷宫》为基础的连载漫画，由于游戏中包含的两条故事线，所以有两条单独的漫画故事线 - 《Side：P3》和《Side：P4》。从2016年9月起，《女神异闻录5》的改编漫画开始在网上连载。基于《女神异闻录3》和《女神异闻录4》的多部小说也已经出版。
基于《女神异闻录3 携带版》制作了包含三部分的舞台剧《Persona 3 the Weird Masquerade》。并为男女主角的两个版本分别进行演出，这三部戏分别是《青之觉醒》、《群青之迷宮》和《蒼鉛之結晶》。《女神异闻录4》也被改编成两个舞台剧，都由Marvelous负责，并在2012年演出：《Visualive》和《Visualive the Evolution》。基于《女神异闻录4 终极深夜斗技场》的舞台剧在2014年12月同样有限次演出，基于《女神异闻录4 无敌究极背桥摔》的舞台剧于2016年7月演出。
Atlus创作了女神异闻录系列的相关媒体。一个专门报道此类的杂志最初在2011年到2012年间发行了10期，自那以后不定期地发行。在女神异闻录官方网站和niconico動畫上的官方访谈节目“Persona Stalkers Club”于2014年2月开始播放。由自由作家梶田隆基和声优磯村知美主持，旨在加深Atlus与女神异闻录粉丝群之间的联系。女神异闻录系列的音乐会或演唱会也在日本举办过多次，其中一些已经在日本发行了音乐会专辑。与《女神异闻录3》、《女神异闻录4》和《女神异闻录5》有关的商品也制作并发售了。